# علي من وجهة نظر أهل السنة
يؤمن المسلمون السُنّة باحترام كبير لعلي باعتباره واحداً من أهل البيت وهم المرجع الأول في القرآن والشريعة الإسلامية، وكواحد من الخلفاء الراشدون المهديُّون الأربعة، يعتبر السنة علي هو الرابع والأخير من الخلفاء -في نظرة تاريخيَّة كذلك خلفُه ابنه الحسن رغم أن خلافته لم تدم إلا حوالي نصف عام- على عكس المسلمين الشيعة الذين يعتبرون علي أول إمام بعد النبيُّ مُحَمَّد حسب تفسيرهم للأحداث في غدير خم.
يؤكد السنة أن علي كان من أوائل الذكور الذين اعتنقوا الإسلام عندما كان في الثامنة من عمره وكان من بين أقرب الصحابة للنبيُّ مُحَمَّد في ذلك الوقت وإلى أبي بكر أقرب الصحابة لرسول الله صلّ الله عليه وآله وسلّم، كما أنه يحظى بالتبجيل في كثير من أحاديث النبيِّ مثل الحديث الشهير: "أنا مدينة العلم وعلي بابها" الموجود في كتاب حديث الترمذي.    
ينظر السنة إلى علي على أنه أحد أعظم أبطال الإسلام المحاربين. ومن الأمثلة على ذلك مواجهة بطل قريش في معركة الخندق عندما لم يجرؤ أحد.  بعد عدة محاولات فاشلة لكسر الحصن في معركة خيبر تم استدعاء علي وشفى بأعجوبة وغزا الحصن.  
وبحسب الآراء السنية فبعد اغتيال الخليفة الثالث عثمان بن عفان، اختار الصحابة في المدينة علي ليكون الخليفة الجديد وكذلك فقد حصل على تأييد الخارجين على عُثمان. وقد واجه حربًا أهلية في عهده وبينما كان يصلي في مسجد الكوفة ضربه عبد الرحمن بن ملجم أحد الخوارج بسيف مسموم. توفي علي في الحادي والعشرين من رمضان (29 يناير 661 م) في مدينة الكوفة.
جمعت الخطب والمحاضرات والاقتباسات المنسوبة إلى علي في شكل عدة كتب. يعتبر نهج البلاغة من أشهر المؤلفات. يعتبره المؤرخون والعلماء عملاً هامًا في الأدب الإسلامي. 

## خلافة النبيّ محمد
بعد وقت قصير من وفاة محمد كانت هناك خلافات حول من سيخلفه، لكن الأنصار اجتمعوا في سقيفة بني سعيدة ورشحوا سعد بن عبادة ليكون خليفة المسلمين. ولما سمع أبو بكر وعمر بذلك، توجها إلى السقيفة وأكدا حق المهاجرين في الخلافة، بحسب مصادر سنية وتبع ذلك جدال بينهما في النهاية تم اختيار أبو بكر ليكون خليفة الرسول. 

## أنظر أيضا
- علي من وجهة نظر الشيعة